# Stari Banovci
Stari Banovci (Стари Бановци) település Szerbiában, a Vajdaságban, a Szerémségi körzetben, Ópazova községben.

## Demográfiai változások
| 1948  | 1953  | 1961  | 1971  | 1981  | 1991  | 2002  |
| ----- | ----- | ----- | ----- | ----- | ----- | ----- |
| 2 029 | 2 074 | 2 374 | 2 829 | 3 393 | 4 033 | 5 488 |

## Etnikai összetétel
Jegyzetek
1. ↑  Stanovništvo, uporedni pregled broja stanovnika 1948, 1953, 1961, 1971, 1981, 1991, 2002, podaci po naseljima. (szerbül) Beograd: Republički zavod za statistiku. 2004.  ISBN 86-84433-14-9 Knjiga 9
2. ↑  Stanovništvo, nacionalna ili etnička pripadnost, podaci po naseljima 1. kötet. (szerbül) Belgrád: Republički zavod za statistiku. 2003.  ISBN 86-84433-00-9